# Bonnay-Saint-Ythaire
Bonnay-Saint-Ythaire è un comune francese di 443 abitanti situato nel dipartimento della Saona e Loira nella regione della Borgogna-Franca Contea. È stato istituito il 1 gennaio 2023 dalla fusione dei precedenti comuni di Bonnay e Saint-Ythaire.